# سوزان بشناق
سوزان محمد بشناق (ولدت في الثاني من نوفمبر عام 1963) وهي فنانة كويتية . تعد لوحاتها في الأساس صور انطباعية متعلقة بحيوية المرأة وقوتها وجمالها.[بحاجة لمصدر]
وهي ابنة الفنان البوسني الفلسطيني محمد بشناق (1934-2017) وتعلمت الفن علي يديه كما تعلمت الفن في الكلية الروسية للفنون
(1982-1989).

## معارض
عرضت سوزان بشناق العديد من لوحاتها في معرض الفنون بالكويت (تحت رعاية المجلس الوطني للثقافة والفنون والمعارض) خلال عامي 2006 و2008 ، كما عرضت لوحات في معرض بينالي الخرافي الدولي للفن المعاصر عام (2004) وفي مهرجان القرين الثقافي لكلا من الأعوام الآتية 2004 و2005 و2010. وقد كان لديها أيضا معروضات في صالة معرض بوشهري للفنون لكلا من الأعوام الآتية 1999و2001 و2003 وفي دار الفنون عام 2006.

## جوائز
وقد منحت جائزة التحكيم في معرض بينالي الخرافي، كما حصلت علي جوائز في مهرجان القرين وجائزة عيسى صقر.